# Associazione Calcio Como 1966-1967
Questa pagina raccoglie le informazioni riguardanti l'Associazione Calcio Como nelle competizioni ufficiali della stagione 1966-1967.

## Rosa
| N. |                   | Ruolo | Calciatore         |
| -- | ----------------- | ----- | ------------------ |
|    | Italia (bandiera) | P     | Pietro Carmignani  |
|    | Italia (bandiera) | D     | Bruno Ballarini    |
|    | Italia (bandiera) | D     | Giovanni Barzaghi  |
|    | Italia (bandiera) | D     | Enrico Boriani     |
|    | Italia (bandiera) | D     | Roberto Colombo    |
|    | Italia (bandiera) | D     | Luigi Paleari      |
|    | Italia (bandiera) | C     | Italo Galbiati     |
|    | Italia (bandiera) | C     | Pierluigi Lambrugo |

| N. |                   | Ruolo | Calciatore        |
| -- | ----------------- | ----- | ----------------- |
|    | Italia (bandiera) | C     | Attilio Perotti   |
|    | Italia (bandiera) | C     | Settimo Pestrin   |
|    | Italia (bandiera) | C     | Alessandro Romani |
|    | Italia (bandiera) | C     | Alberto Sironi    |
|    | Italia (bandiera) | A     | Giuseppe Cattaneo |
|    | Italia (bandiera) | A     | Claudio Costanzo  |
|    | Italia (bandiera) | A     | Romano Giacomucci |
|    | Italia (bandiera) | A     | Giorgio Mognon    |